# Distretto di Mogovolas
Il distretto di Mogovolas è un distretto del Mozambico, facente parte della Provincia di Nampula il cui capoluogo è la città omonima.